# 欧州統一左派・北方緑の左派同盟
欧州統一左派・北方緑の左派同盟（おうしゅうとういつさは・ほっぽうみどりのさはどうめい）とは、1995年に結成された左派から極左の欧州議会の政治会派。反欧州連合会派。

## 立場
1994年の結成宣言以来、欧州統一左派・北方緑の左派同盟は既存の欧州連合の政治体制に反対してはいるが、ヨーロッパの統合には関わっていくとしている。この結成宣言では異なる統合ヨーロッパの建設について3つの目標を掲げている。すなわち、完全に民主的な機構とするための抜本的改革、新自由主義的マネタリズム政策の打破、共同開発政策と平等な協力である。また欧州統一左派・北方緑の左派同盟は北大西洋条約機構の廃止と欧州安全保障協力機構の強化を目指している。
欧州統一左派・北方緑の左派同盟は会派として改革主義であるか、革命志向であるかは明確ではなく、会派の目的達成にもっともふさわしいと考えられる方法を参加政党に決めさせている。つまり欧州統一左派・北方緑の左派同盟は自らについて、共同決定手続によって政策決定に影響をもたらす点では欧州連合機構の「内部者」という位置づけを、またマーストリヒト条約を破棄して「新たな連合体」を模索しているという点では「外部者」という位置づけを同時にしている。

## 組織
欧州統一左派・北方緑の左派同盟は連合体であり、国内政党に所属する欧州議会議員で構成されている。これらの国内政党は会派結成宣言で言及されていた政治目的を共有しなければならない。しかしながら議員は会派ではなく国内政党に従うものであるため、案件ごとに会派内で意見が分かれるということがある。
会派参加者は欧州議会の会議の準備のために定期的に会合を開いたり、政策について議論や決議に対する採決を行なったりしている。また欧州統一左派・北方緑の左派同盟ではさまざまな議題についての報告書をまとめている。

### 参加政党・議員
欧州議会議員は正参加、あるいは準参加となっている。
- 正参加議員は会派の結成宣言を受け入れなければならない。
- 準参加議員は結成宣言を完全に受け入れる必要はないが、正参加議員とともに活動をすることができる。

国内政党についても正参加、あるいは準参加となっている。
- 正参加政党は会派の結成宣言を受け入れなければならない。
- 準参加政党は欧州議会議員が所属していなくてもよい[11]。また正式に参加する意思がなくてもよい。

### 会派内グループ
欧州統一左派・北方緑の左派同盟は、欧州左翼党の中核政党などで構成される会派内グループ「欧州統一左派」と、スウェーデンおよびフィンランドから北方緑の左派同盟に参加している政党に所属する欧州議会議員で結成されている。

## 参加政党
| 国           | 国内政党                                                                                   | 欧州規模の政党 | 欧州規模の政党 | 議員数 |
| ------------ | ------------------------------------------------------------------------------------------ | -------------- | -------------- | ------ |
| ベルギー     | ベルギー労働者党 Partij van de Arbeid van België (PVDA) Parti du Travail de Belgique (PTB) |                | (無所属)       | 1      |
| キプロス     | 労働人民進歩党 Ανορθωτικό Κόμμα Εργαζόμενου Λαού (ΑΚΕΛ)                                    |                | PEL (observer) | 2      |
| チェコ       | ボヘミア・モラビア共産党 Komunistická strana Čech a Moravy (KSČM)                          |                | PEL (observer) | 1      |
| デンマーク   | 赤緑連合 Enhedslisten – De Rød-Grønne (Ø)                                                  |                | PEL/NTP!/NGL   | 1      |
| フィンランド | 左翼同盟 Vasemmistoliitto (vas.)                                                           |                | PEL/NTP!/NGL   | 1      |
| フランス     | 不服従のフランス (LFI)                                                                     |                | NTP!           | 6      |
| ドイツ       | 左翼党 Die Linke                                                                           |                | PEL            | 5      |
| ギリシャ     | 急進左派連合 Συνασπισμός Ριζοσπαστικής Αριστεράς (ΣΥΡΙΖΑ)                                  |                | PEL            | 6      |
| アイルランド | シン・フェイン党 (SF)                                                                      |                | (無所属)       | 1      |
| アイルランド | Independents 4 Change Neamhspleáigh ar son an Athraithe                                    |                | (無所属)       | 2      |
| アイルランド | Luke 'Ming' Flanagan                                                                       |                | (無所属)       | 1      |
| オランダ     | 動物党 Partij voor de Dieren (PvdD)                                                        |                | APEU           | 1      |
| ポルトガル   | 左翼ブロック Bloco de Esquerda (BE)                                                        |                | PEL/NTP!       | 2      |
| ポルトガル   | ポルトガル共産党 Partido Comunista Português (PCP)                                         |                | (無所属)       | 2      |
| スペイン     | ポデモス Podemos                                                                           |                | NTP!           | 3      |
| スペイン     | 統一左翼 Izquierda Unida (IU)                                                              |                | PEL            | 2      |
| スペイン     | エウスカル・エリア・ビルドゥ Euskal Herria Bildu (EHB)                                     |                | EFA            | 1      |
| スウェーデン | 左翼党 Vänsterpartiet (V)                                                                  |                | NTP!/NGL       | 1      |
|              | 合計                                                                                       | 合計           | 合計           | 39     |

(2020年5月現在)

## 沿革
1995年、欧州連合の拡大にとって北方緑の左派が結成される。1995年1月6日、北方緑の左派は欧州統一左派同盟グループと合流して欧州統一左派・北方緑の左派同盟グループを形成する。このときの欧州統一左派・北方緑の左派同盟グループには、フィンランドの左翼同盟、スウェーデンの左翼党、デンマークの社会主義人民党、スペイン共産党などによる統一左翼、ギリシャの左翼進歩連合、フランス共産党、ポルトガル共産党、ギリシャ共産党、イタリアの共産主義再建党に所属する欧州議会議員が参加していた。
1999年、ドイツの民主社会党とギリシャの民主社会運動が正参加政党として加わった。またフランスとトロツキズム政党の労働者の闘争党と革命的共産主義者同盟の選挙連合から当選した5人の欧州議会議員が準参加として加わった。
2002年、フランスの共和国市民運動に所属する欧州議会議員が会派に加わった。
2004年、労働者の闘争等と革命的共産主義者同盟の選挙連合から当選者がなく、また民主社会運動が解散した。他方で、ポルトガルの左翼ブロック、アイルランドのシン・フェイン党、キプロスの労働人民進歩党、チェコのボヘミア・モラビア共産党に所属する議員が会派に加わった。